# Anomiopus brevipes
Anomiopus brevipes (лат.) — вид пластинчатоусых жуков рода Anomiopus из подсемейства скарабеины (Scarabaeinae). Неотропика: Бразилия, Колумбия, Перу, Эквадор. Длина тела от 5,8 до 7,7 мм; надкрылья от 2,9 до 4,0 мм; длина головы от 1,3 до 1,8 мм, ширина переднеспинки от 2,9 до 3,9 мм. Основная окраска тёмно-коричневая с металлическим отблеском (зеленоватым и голубым). Навозный жук, населяет низинные вечнозелёные тропические леса Амазонии. Встречается в июне. Усики с 3-члениковой булавой. Задние голени с одной вершинной шпорой. Вид был впервые описан в 1891 году британским энтомологом Чарльзом Оуэном Уотерхаусом (Charles Owen Waterhouse; 1843—1917) по материалам, собранным английским натуралистом и путешественником Генри Уолтером Бейтсом в штате Амазонас (Бразилия).